# Bermatingen
Bermatingen ist eine Gemeinde im Hinterland des Bodensees, etwa vier Kilometer westlich von Markdorf.

## Geographie

### Geographische Lage
Bermatingen liegt auf 436 m im Linzgau südwestlich des Gehrenbergs im Tal der Seefelder Aach. Die Gemeindefläche umfasst 1545 Hektar, davon sind 23 Hektar Gewerbe-, 114 Hektar Obstanbau-, 372 Hektar Wald-, 35 Hektar Weinanbaufläche.

### Gemeindegliederung
Die Gemeinde Bermatingen besteht aus den Ortsteilen Bermatingen (mit den Weilern Autenweiler und Wiggenweiler) und Ahausen.
| Wappen      | Ortsteil    | Einwohner () | Fläche |
| ----------- | ----------- | ------------ | ------ |
| Bermatingen | Bermatingen | 2.800        | 872 ha |
| Ahausen     | Ahausen     | 1.000        | 672 ha |

## Geschichte

### Ortsteile

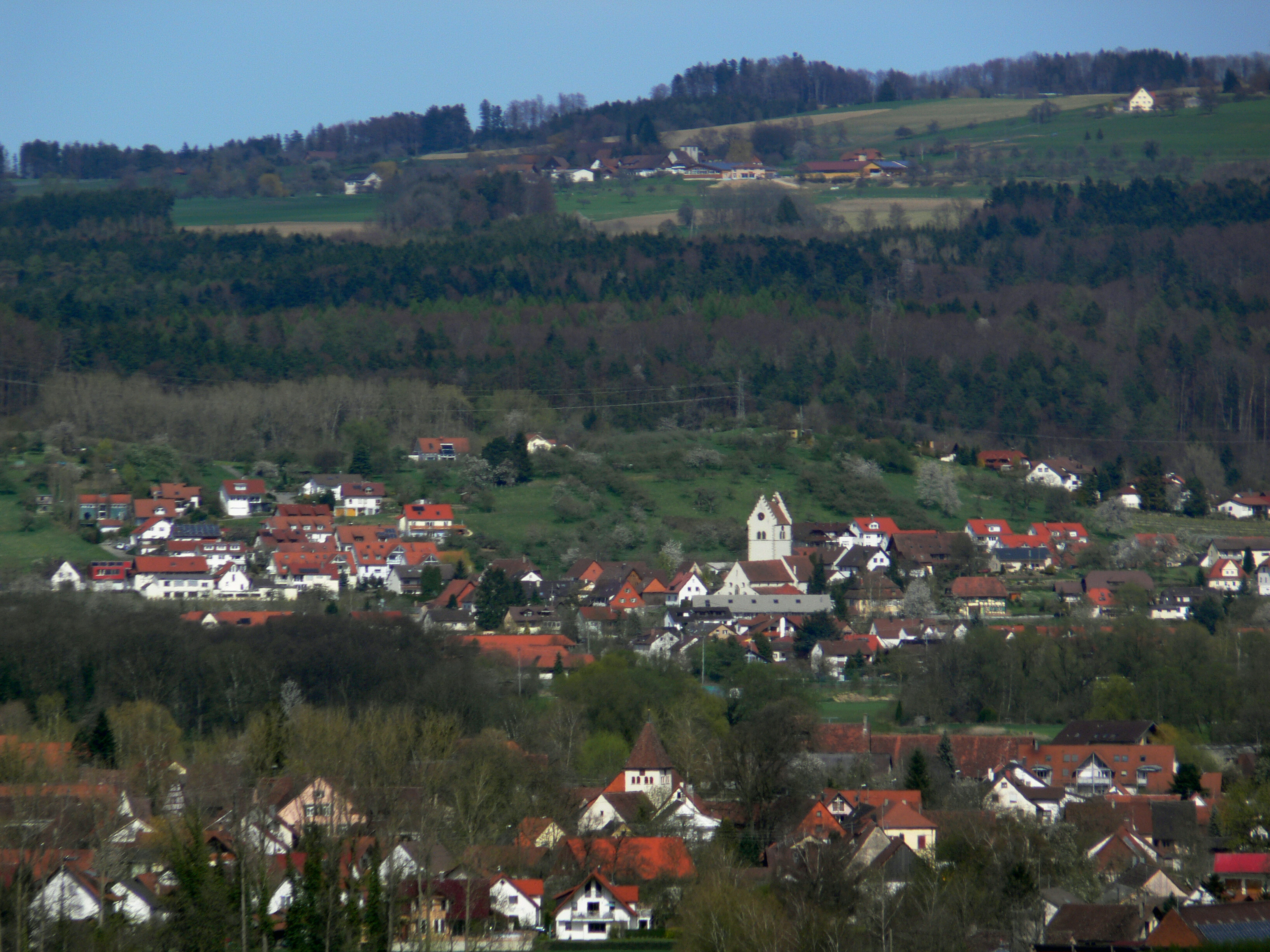
Bermatingen, gesehen von der Wallfahrtskirche Baitenhausen, im Vordergrund Ahausen

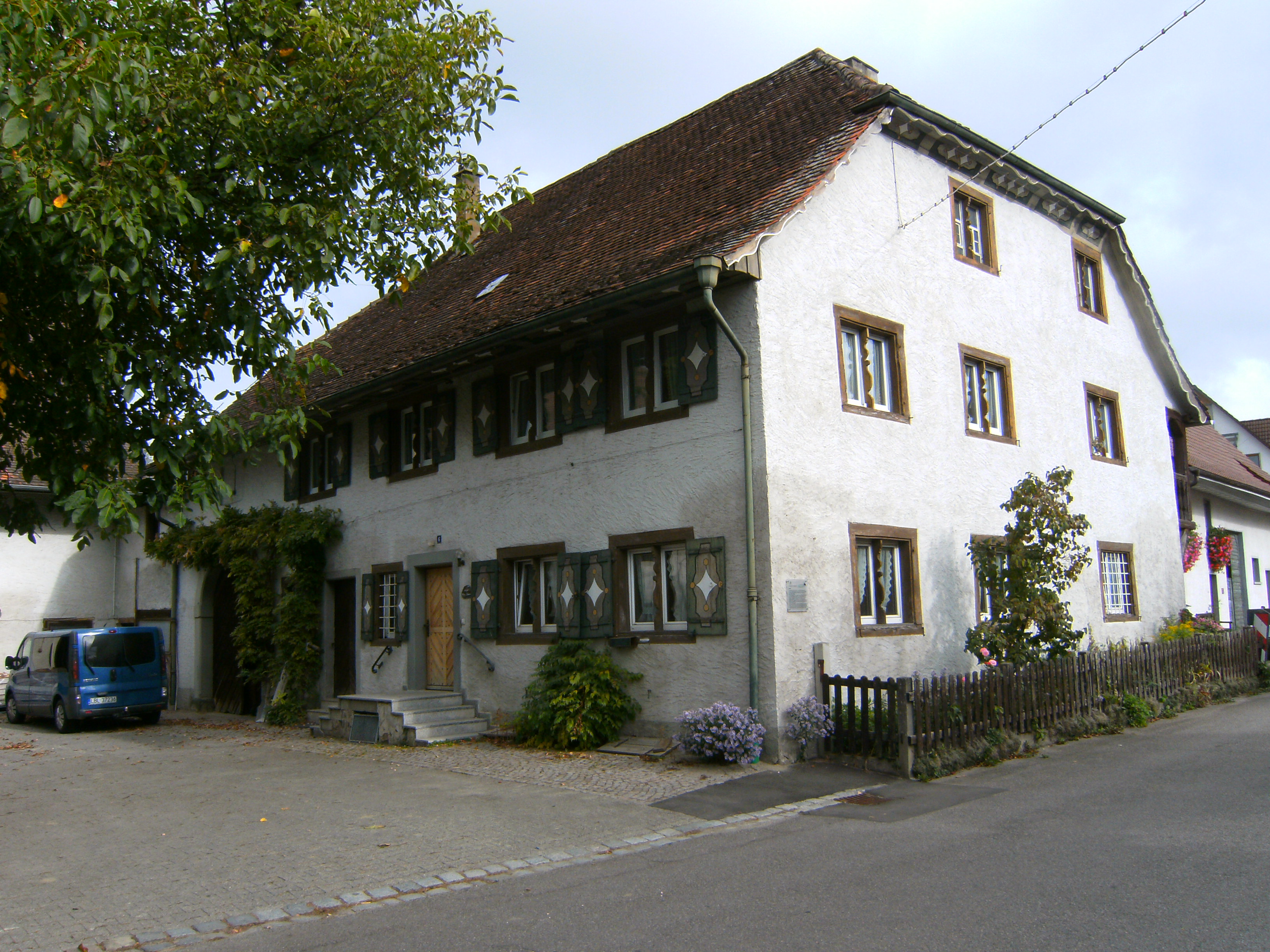
Kehlhof, Hauptquartier von März bis April 1525 von Eitelhans Ziegelmüller im Deutschen Bauernkrieg.

#### Bermatingen
Im 5. bis 7. Jahrhundert wurde die Örtlichkeit von freien alemannischen Bauern besiedelt. Im Jahr 779 erfolgt die erstmalige Erwähnung von Permodingas (Bermatingen) in einer Schenkungsurkunde von Ato und seiner Frau Herosta an das Kloster St. Gallen. 1390 verkauften die Schenken von Ittendorf ihren Teil von Bermatingen an die Reichsabtei Salem. Von 1424 bis 1802 gab es in Bermatingen selbst ein Kloster, das Kloster Weppach.
Die erste Versammlung der Linzgauer Bauern im Deutschen Bauernkrieg fand am 3. März 1525 in Ahausen statt. Wenige Tage später verlegte diese Abteilung des sogenannten Seehaufens unter Eitelhans Ziegelmüller ihr Hauptquartier nach Bermatingen, das fortan zu einem zentralen Schauplatz der Bewegung am nördlichen Bodenseeufer und Aufmarschplatz für den Alarmfall wurde. Der Seehaufen umfasste 12.000 Bauern und versammelte sich auf dem Platz vor dem Dorf neben dem Pfarrhof. Das Hauptquartier für die Hauptleute war im Kehlhof. Die Bauern und Hörigen unternahmen von dort im April 1525 Angriffe auf Städte, Burgen und Klöster und brachten diese zum Teil in ihre Gewalt. Schauplätze waren Markdorf, Kloster Salem, Schloss Ittendorf und Meersburg.
Am 14. April 1525 zogen sie nach Weingarten. Dort fand aber keine entscheidende Schlacht statt, sondern der Stratege Ziegelmüller schloss mit dem Truchsess Georg III. von Waldburg (Bauernjörg) den Vertrag von Weingarten und beendete die Revolution. Dies war der einzige unblutige Zusammenstoß des Bauernheeres mit dem Heer des Schwäbischen Bundes.
Durch einen Blitzschlag brannte im Jahr 1590 das Dorf ab. Im Jahr 1790 ereignete sich ein verheerendes Hochwasser nach schwerem Unwetter. Mit dem Reichsdeputationshauptschluss kam Bermatingen 1803 an Baden. Im Jahr 1857 kam die Gemeinde zum Bezirksamt Überlingen, 1973 zum Bodenseekreis. Bermatingen und Ahausen schlossen sich zu einer Gemeinde zusammen.

#### Ahausen
Ahausen wird bereits im Jahr 752 erstmals urkundlich erwähnt. Die Schenkungsurkunde vom 10. Mai 752 an das Kloster St. Gallen benennt den Hof in Hahahusir (heute Ahausen). Ahausen kam 1313 an das Freiweltliche Lindauer Damenstift, 1359 an die Herren von Ittendorf, 1434 an die Reichsstadt Überlingen, 1650 an das Benediktinerkloster Einsiedeln, 1693 an das Hochstift Konstanz und 1803 zu Baden. Im Jahr 1857 wurde die Gemeinde dem Bezirksamt Überlingen und 1973 dem Bodenseekreis zugeordnet. Am 1. Januar 1973 wurde Ahausen nach Bermatingen eingemeindet. In Ahausen leben etwa 1000 Menschen. Katastrophen waren eine Überschwemmung durch Unwetter im Jahr 1906 und ein schwerer Hagelschlag im Jahr 2009, der die Obst- und Feldfrüchteernte zerstörte.

### Historischer Rundgang

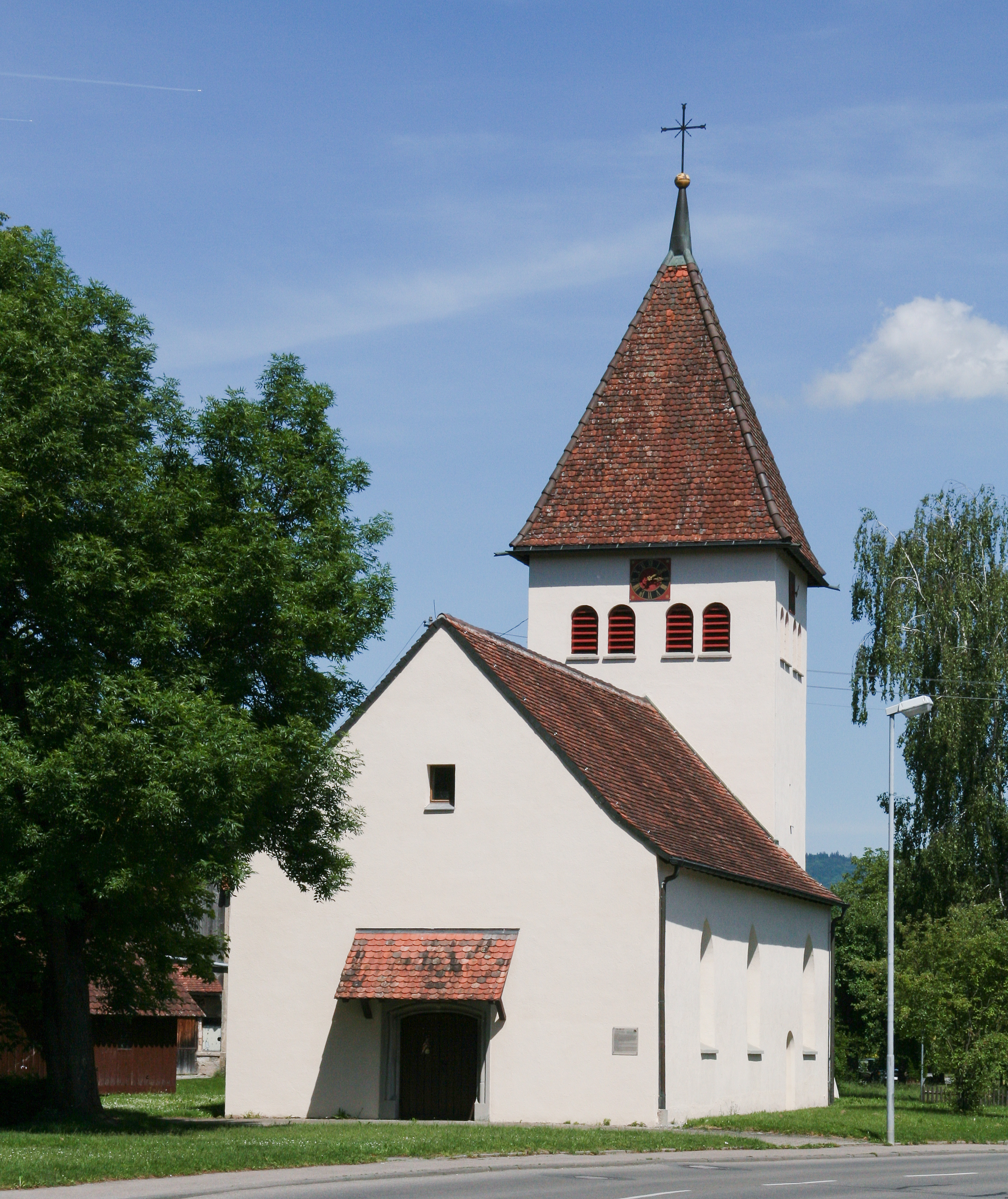
Kapelle St. Jakob, Ahausen

Die Geschichte der historischen Bauten und Plätze wird durch Hinweistafeln erläutert. Der „historische Rundgang“ beginnt am Rathaus in Bermatingen und führt an den erläuterten Gebäuden vorbei.

## Religionen

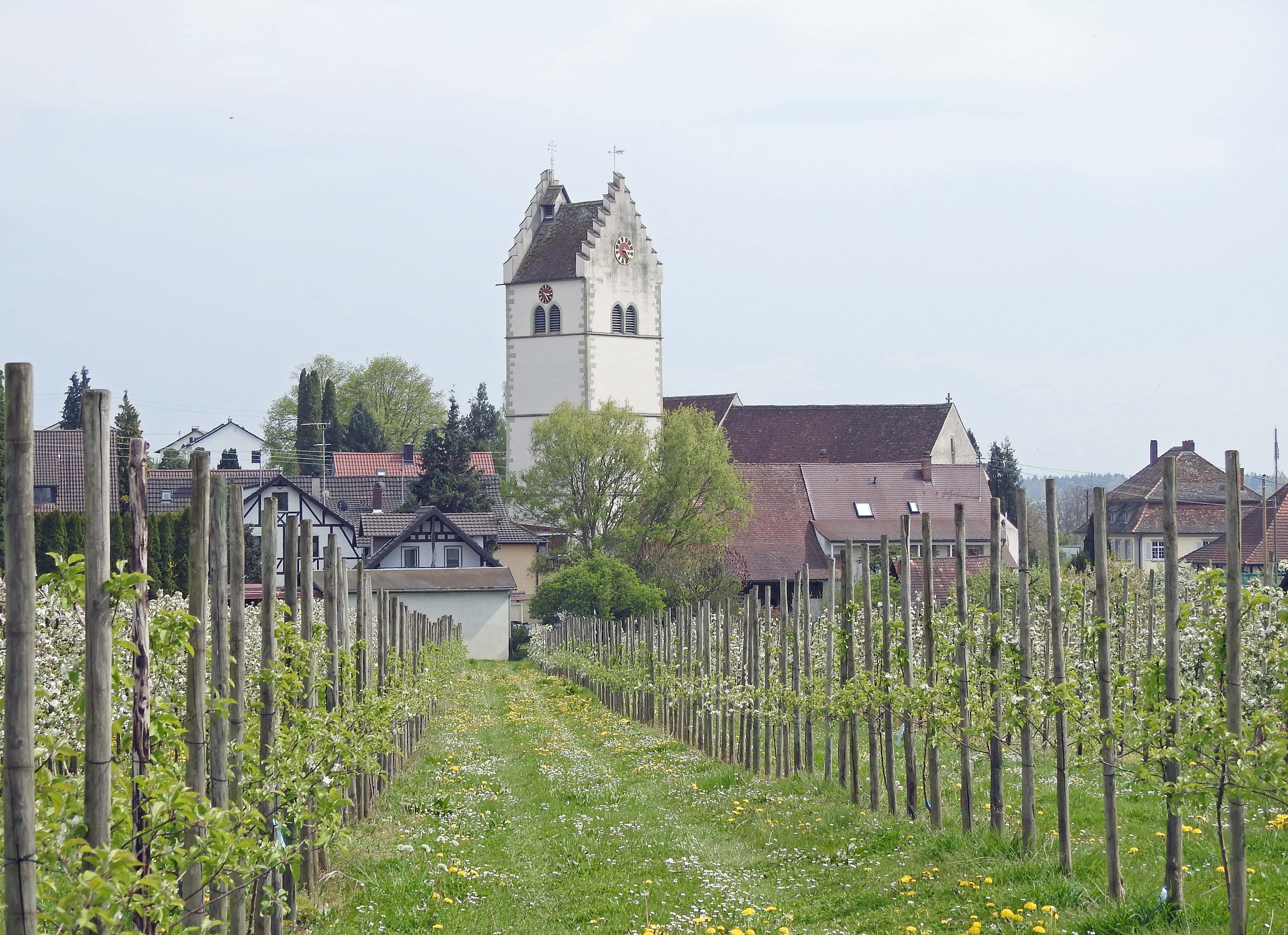
Kirche St. Georg in Bermatingen von Norden

Bermatingen ist seit je her römisch-katholisch geprägt. Eine Pfarrkirche ist seit 1283 belegt und ist damit eine der frühen Kirchen im Bodenseeraum. Die heutige Pfarrkirche St. Georg wurde um 1400 erbaut. Im Ortsteil Ahausen steht die Filialkirche St. Jakobus, die im Kern aus dem 10. bis 12. Jahrhundert stammt. Pfarrgemeinde St. Georg Bermatingen gehört zur Seelsorgeeinheit Markdorf im Dekanat Linzgau der Erzdiözese Freiburg.
Die evangelischen Gläubigen gehören zur Evangelischen Kirchengemeinde Markdorf im Kirchenbezirk Überlingen-Stockach der Badischen Landeskirche.

## Politik
Bermatingen hat sich mit der Stadt Markdorf sowie den Gemeinden Deggenhausertal und Oberteuringen zu einem Gemeindeverwaltungsverband zusammengeschlossen.

### Gemeinderat
In Bermatingen wird der Gemeinderat nach dem Verfahren der unechten Teilortswahl gewählt. Dabei kann sich die Zahl der Gemeinderäte durch Überhangmandate verändern. Der Gemeinderat hat nach der letzten Wahl (wie auch schon in der vorigen Wahlperiode) 14 Mitglieder. Die Kommunalwahl am 9. Juni 2024 führte zu dem nebenstehenden (vorläufigen) amtlichen Endergebnis; die Ergebnisse der letzten beiden Kommunalwahlen finden sich hier. Die Wahlbeteiligung lag bei 69,9 Prozent (2019: 66,9 %). Der Gemeinderat besteht aus den gewählten ehrenamtlichen Gemeinderäten und dem Bürgermeister als Vorsitzendem. Der Bürgermeister ist im Gemeinderat stimmberechtigt.

### Bürgermeister
Bürgermeister Martin Rupp (parteilos) wurde 2001 zum Bürgermeister von Bermatingen gewählt. Am 2. Januar 2002 trat er sein Amt als Nachfolger des langjährigen Bürgermeisters Alois Gohm an. Am 18. Oktober 2009 wurde er mit 94,9 Prozent der Stimmen bei 40,5 Prozent Wahlbeteiligung in seinem Amt als Bürgermeister bestätigt.
Am 8. Oktober 2017 entschied er die Bürgermeisterwahl mit 98,4 Prozent der gültigen Stimmen erneut für sich und konnte damit seine dritte Amtszeit antreten.
- 1978–2002: Alois Gohm
- seit 2002: Martin Rupp

### Wappen
| Wappen der Gemeinde Bermatingen | Blasonierung: „In Silber (Weiß) ein aufgerichteter, rot bewehrter und rot bezungter schwarzer Bär.“ |
| Wappen der Gemeinde Bermatingen | Wappenbegründung: Auf Vorschlag des Generallandesarchivs Karlsruhe legte die Gemeinde Bermatingen im Jahre 1902 das Wappen fest. Der Bär bezieht sich auf die erste Silbe des Gemeindenamens. Auch der von 1166 bis 1312 belegte Ortsadel der Herren von Bermatingen hat diese Figur im Wappen geführt. |

## Kultur und Sehenswürdigkeiten

### Bermatingen

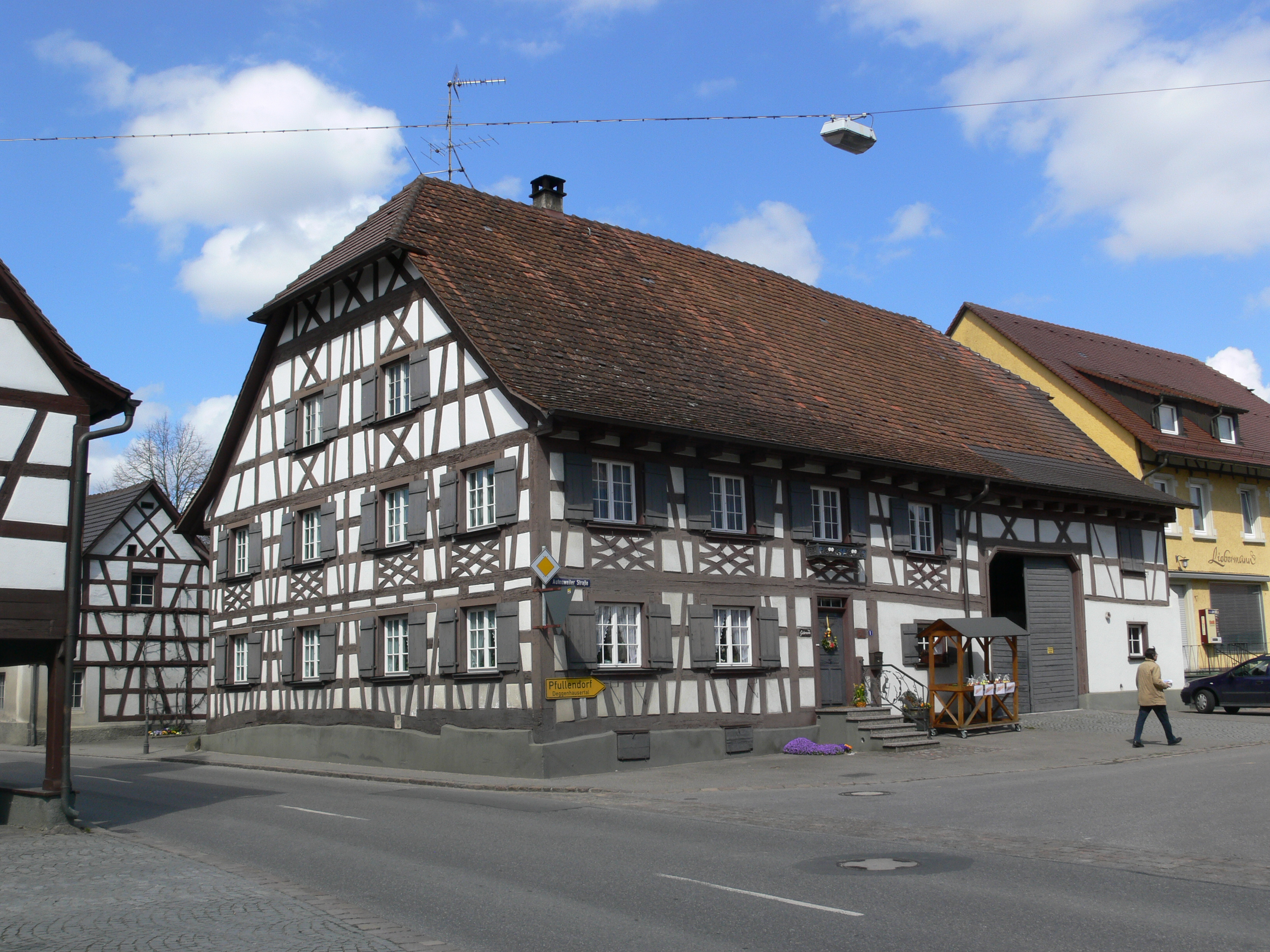
Fachwerk in Bermatingen

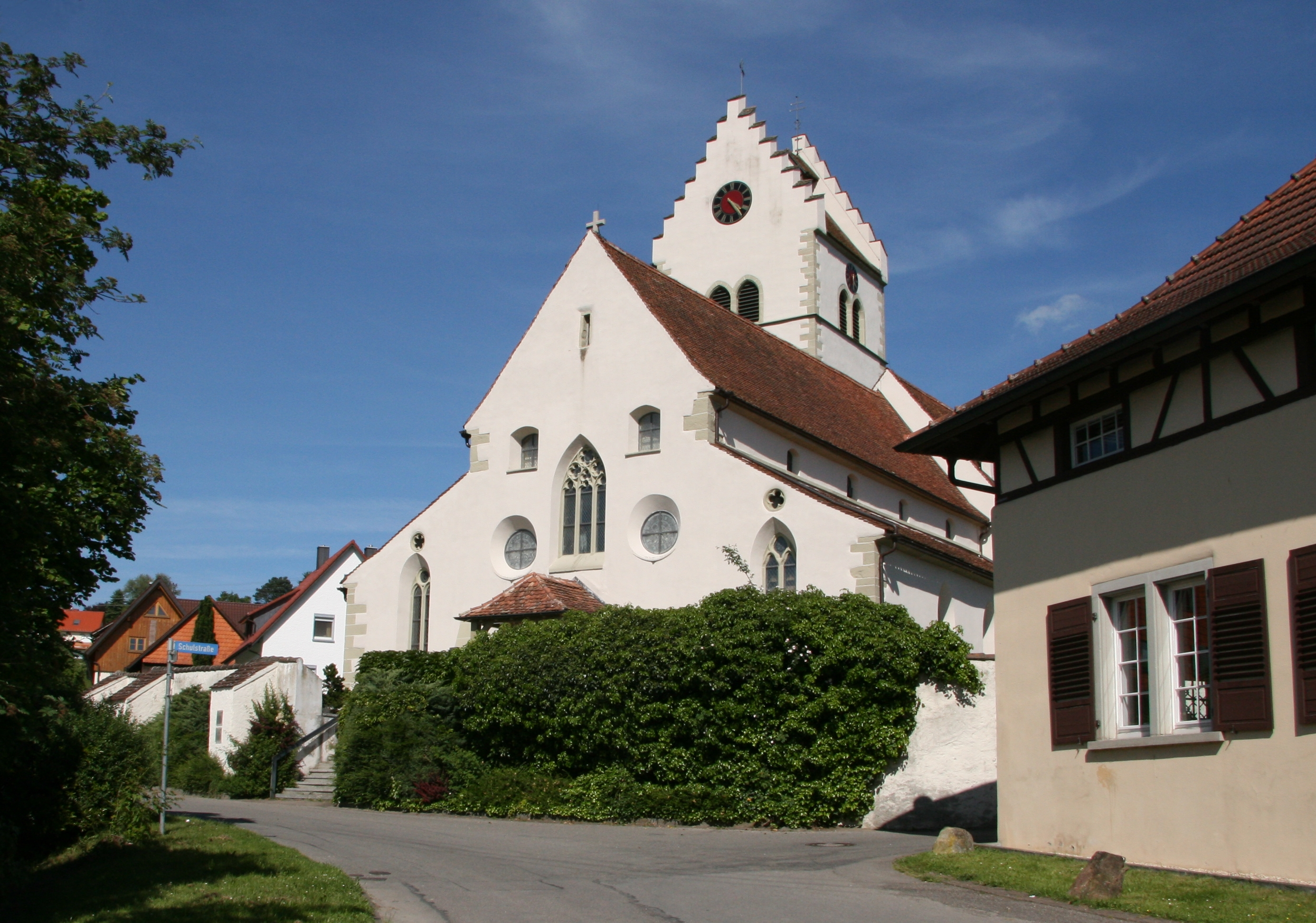
Pfarrkirche St. Georg in Bermatingen

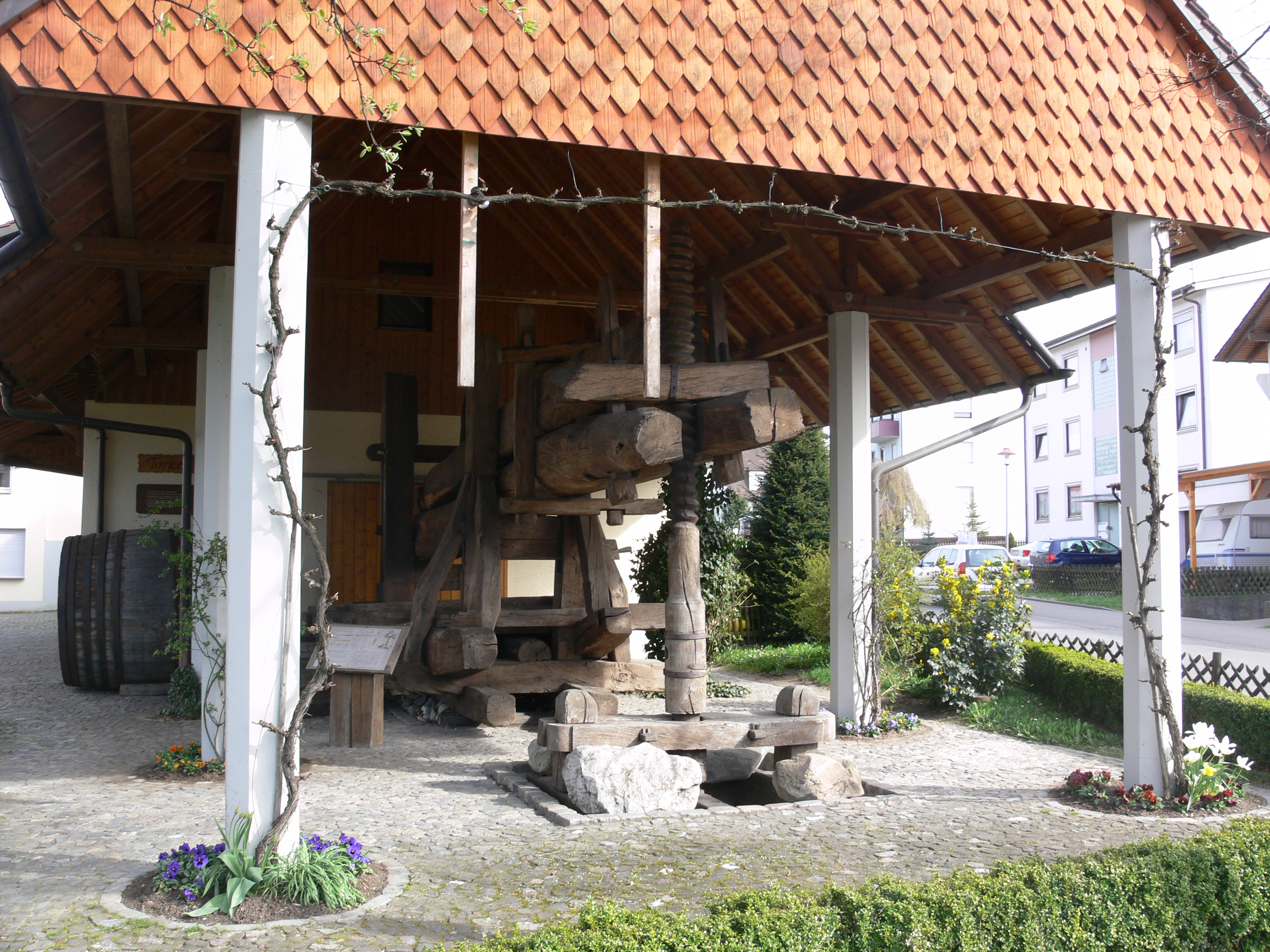
Bermatinger Torkel, eine historische Baumkelter

- Der gut erhaltene historische Dorfkern Bermatingens steht als Ganzes unter Denkmalschutz (siehe: Gesamtanlage Bermatingen). Bestandteil des Ensembles sind zahlreiche alte Fachwerkhäuser: bereits 1390 existierte das älteste Gebäude, der heutige „Landgasthof Zum Adler“ (einst schon Schankwirtschaft und gleichzeitig Amtshaus); dazu gehört auch das denkmalgeschützte Rathaus mit seinem charakteristischen Zwiebelturm.
- Die gotische Kirche St. Georg wurde etwa 1390 gebaut und 1422 geweiht. Sie hat einen romanischen Turm, einen markanten Giebel, teils barocke Innenausstattung und umfangreiche Freskenmalereien und Skulpturen von Feuchtmeyer, Zürn und Morinck.[7] Das Pfarrhaus wurde 1746–1747 durch Peter Thumb erbaut.
- Ein zeitgeschichtliches Denkmal ist der Kehlhof, ein Fachwerk-Bauernhof hinter dem Rathaus, in dem sich während des Bauernkrieges von März bis April 1525 das Hauptquartier des Anführers Eitelhans Ziegelmüller aus Oberteuringen mit elf seiner Bauernführer befand.[20]
- Die Burg Bermatingen, um 1166 erwähnt, war Sitz der Herren von Bermatingen, der Schenken von Ittendorf und der Herren von Hörningen zu Beyenburg. Sie wurde im Bauernkrieg zerstört und ist heute nur noch als Wall-Graben-Anlage im heutigen Oberwald zu sehen.[21]
- Das ehemalige Kloster Weppach („am Weppachbach“) im Wald Richtung Autenweiler war im Besitz von Beginen, später Franziskaner-Terziarinnen. Das Kloster 1424 wurde urkundlich ersterwähnt und 1803 im Rahmen der Säkularisation aufgelöst. Die restaurierte Klosterkirche, erbaut 1781, befindet sich heute in Privatbesitz.
- Der Bermatinger Torkel, die letzte erhaltene historische Weinpresse, befindet sich seit 1991 am Ortseingang und erinnert daran, dass es in Bermatingen im 19. Jahrhundert noch mindestens acht Torkeln gab und in guten Weinjahren 360.000 Liter Wein produziert wurden.
- Die Bermatinger Höhle ist eine von Menschen gegrabene Sandsteinhöhle, die 1840 zufällig wiederentdeckt wurde. Ihr Zweck und ihr Alter sind unsicher. Möglicherweise wurde sie schon im Mittelalter benutzt.[22] Der Höhlenforscher Lambert Karner untersuchte die Höhle 1900 und trug mehrere Berichte zusammen. In einem dieser Berichte ist die Rede davon, dass die Höhle auch als geheime Stätte für religiöse Bräuche von Heiden gedient habe, da die Bräuche unter der Herrschaft Karls des Großen „bei schwerer Strafe verboten waren“.[23]
- Peters Brünnele ist eine kleine Brunneneinfassung mitten im Bermatinger Oberwald.[7]

### Ortsteil Ahausen
- Im Ortsteil Ahausen steht die Kapelle St. Jakobus aus dem 10. bis 12. Jahrhundert. Die spätgotische Kapelle ist im Kern romanisch und mit teils sehr gut erhaltenen gotischen Fresken ausgemalt. Bei einem Brandanschlag im Jahr 1634 im Dreißigjährigen Krieg durch schwedische Soldaten konnte sie wegen der massiven Bauweise nicht zerstört werden.[24]
- Von den zwei auch heute noch erhaltenen Mühlgebäuden nahm die „untere Mühle“ die Ernte der unfreien Bauern entgegen, die mit prächtigem Fachwerkbau ausgestattete „obere Mühle“ dagegen nur die Ernte der freien Bauern.[25]

## Regelmäßige Veranstaltungen
Wichtiger Bestandteil des Lebens in Bermatingen ist die Alemannische Fasnet. Symbolfigur der Bermatinger Bärenzunft ist der Bermatinger Bär im Fasnetshäs. Eine Brunnenfigur vor der Bermatinger Grundschule am Bahnhof bildet ihn ab. Es ist eine Arbeit des Bermatinger Künstlers Erich Kaiser, der auch mit seiner Georgsfigur und dem Passionsrelief bleibende Werte schuf. Des Weiteren finden sich im Jahreslauf das Weinfest, das Moschtfest, das Torkelfest, die Ferienspielstadt Bärenhausen für Kinder, die Kunsthandwerkermärkte, der Bermatinger Adventskalender und Musikveranstaltungen.

## Wirtschaft und Infrastruktur

### Verkehr

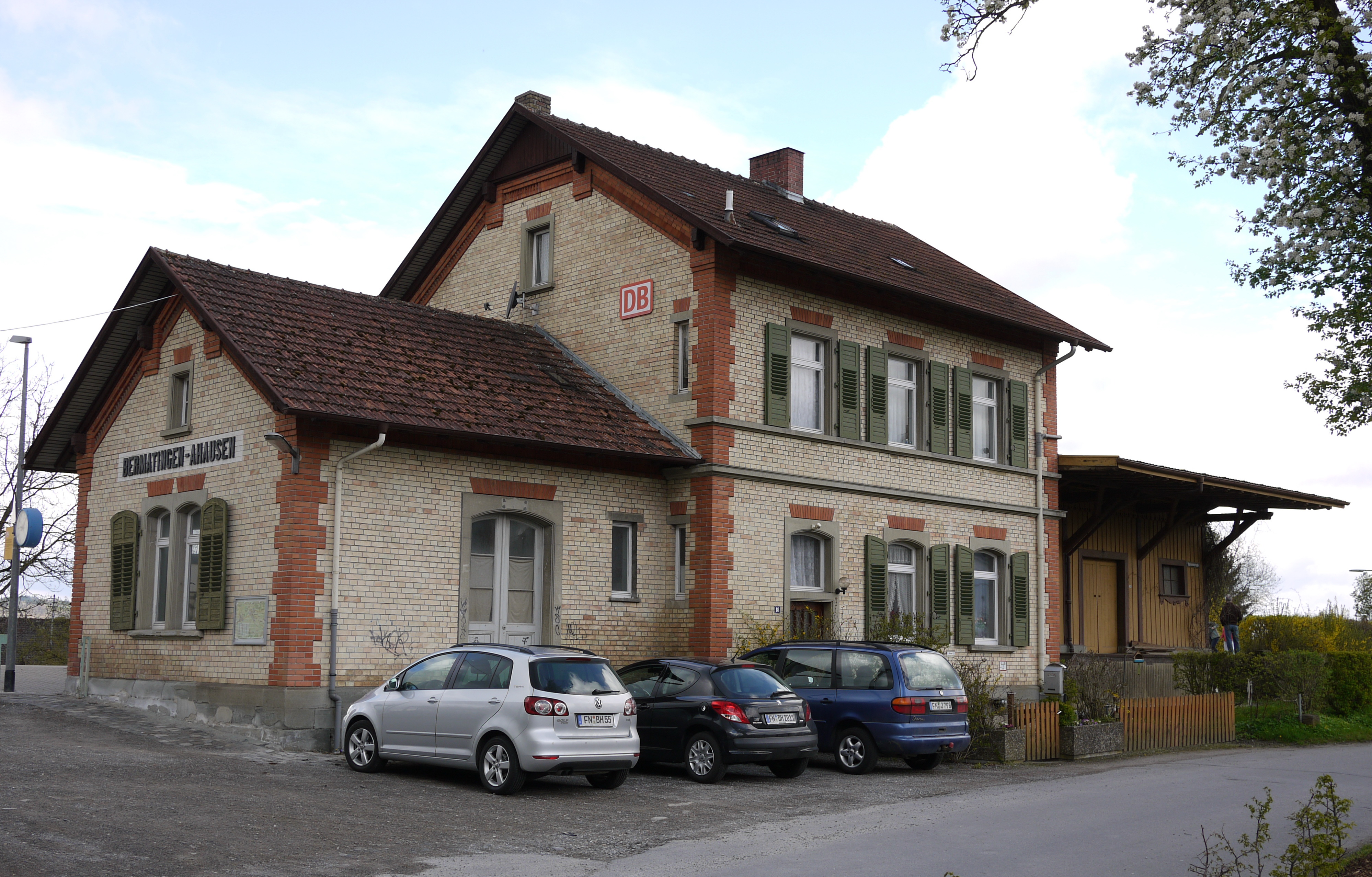
Der Bahnhof in Bermatingen

Bermatingen hat einen Bahnhof an der Bahnstrecke Stahringen–Friedrichshafen. Es liegt an den Landstraßen von Meersburg nach Markdorf sowie von Salem nach Markdorf. Die Gemeinde ist durch Buslinien mit Markdorf, Salem und Meersburg verbunden. Bermatingen gehört dem Bodensee-Oberschwaben-Verkehrsverbund (bodo) an.

### Landwirtschaft
Das Gemeindegebiet ist vom Obstbau (auf 114 Hektar) und Weinbau (auf 35 Hektar – Anbaugebiet Baden, Region Bodensee) geprägt. Außerdem gibt es 372 Hektar Waldfläche.
Die Einzel-Weinlage „Bermatinger Leopoldsberg“ umfasst rund 25 ha. Sie ist hochgelegen im Hinterland des Bodensees auf einem Südhang mit schweren Böden. Erzeugt werden Spätburgunder, Müller-Thurgau und Grauburgunder.
Es gibt in der Gemeinde Bermatingen 35 Kleinbrenner (Stand: Dezember 2011).

### Ansässige Unternehmen
Bermatingen ist Stammsitz des auf Montagetechnik spezialisierten Maschinenbaukonzerns IWM Automation sowie der Maschinenfabrik Bermatingen (Geräte für die Landwirtschaft).
Im Ortsteil Ahausen hat die Bernhard Widemann Bodensee-Kelterei GmbH ihren Sitz, sie ist einer der größten Direkt-, Bio- und Fruchtsaftkonzentratproduzenten in Deutschland.

### Bildungseinrichtungen

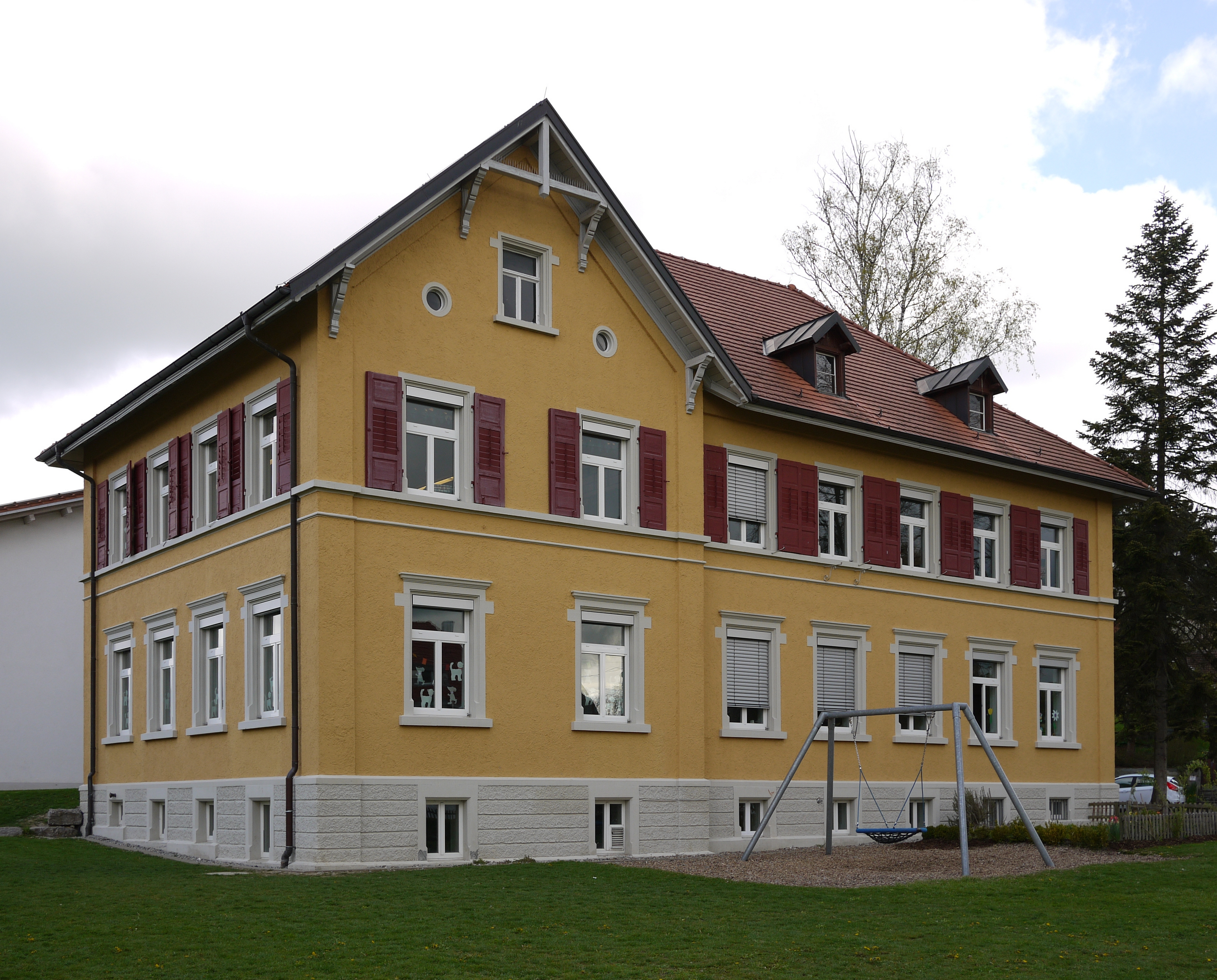
Altbau der Grundschule Bermatingen

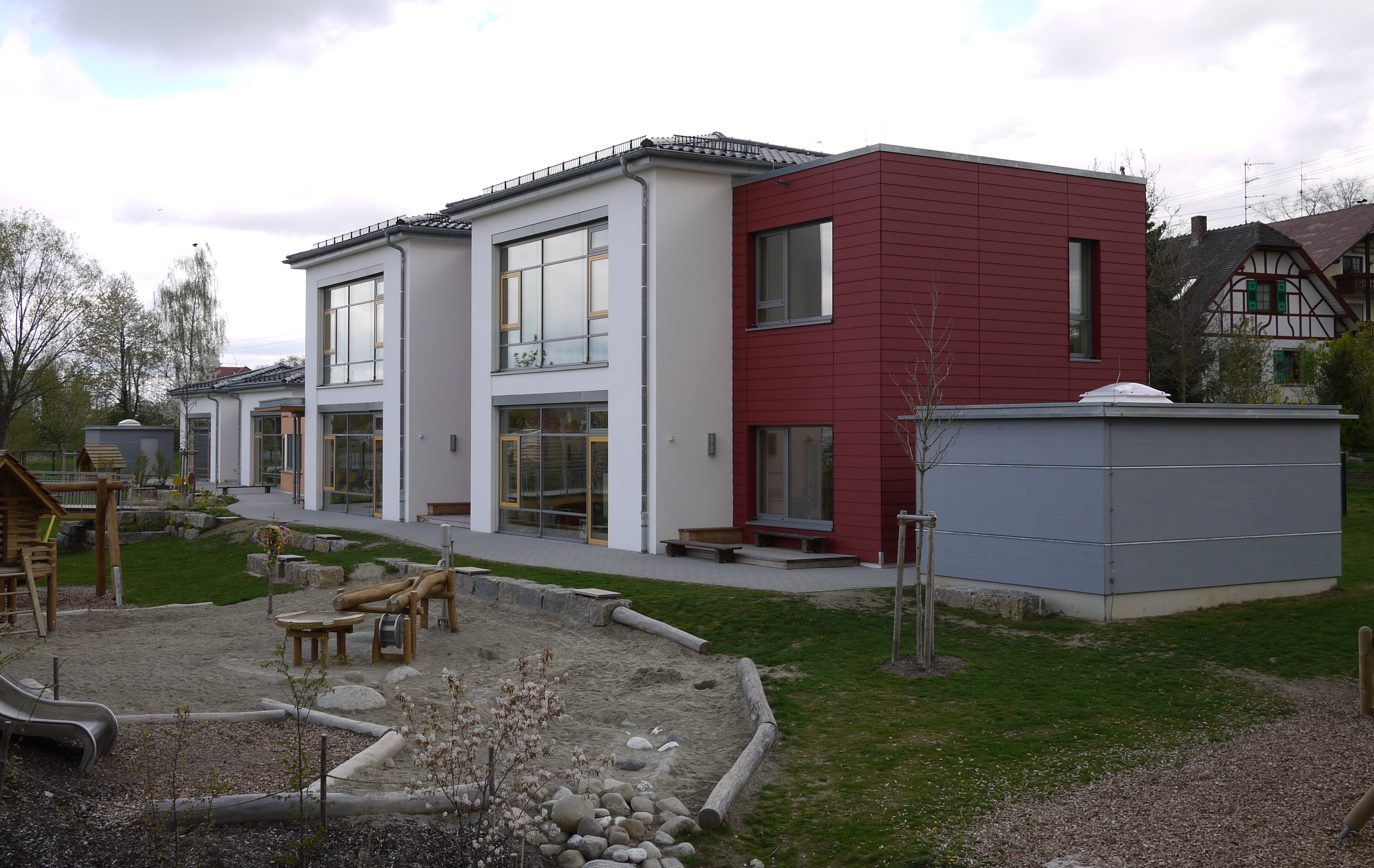
Der Kindergarten St. Georg

Bermatingen verfügt über eine eigene Grundschule und zwei Kindergärten in kirchlicher Trägerschaft. Die Grundschule Ahausen ist 2003 nach erfolgter Sanierung und Erweiterung der Grundschule in Bermatingen geschlossen worden.

### Trinkwasserversorgung
Bermatingen hat keinen Anschluss an die Bodensee-Wasserversorgung, die Gemeinde wird über eine eigene Trinkwasserversorgung mittels Tiefbrunnen, dem Bermatinger Kalkloch, versorgt.

## Söhne und Töchter der Gemeinde
- Werner A. Müller (1937–2022), Biologe, Hochschullehrer und Buchautor